# Provincie A Coruña
Provincie A Coruña (španělsky Provincia de La Coruña galicijsky Provincia da Coruña) je jednou ze čtyř provincií Galicie. Zaujímá severozápadní část Galicie a sousedí s galicijskými provinciemi Lugo a Pontevedra. Na severu i západě je ohraničena členitým pobřežím Atlantiku. Oblast je převážně kopcovitá a převládá v ní vlhké oceánské klima.
V rámci Galicie je A Coruña provincií s druhou největší rozlohou (7950 km²) a zároveň s největším počtem obyvatel (přibližně 1,13 milionu). Nacházejí se zde dvě nejznámější galicijská města: A Coruña, sídlo provincie a důležitý přístav, a menší Santiago de Compostela, cíl svatojakubské poutní cesty a hlavní město celého autonomního společenství Galicie.

## Znak provincie a města
Ve stříbrném poli Herkulova čili Breogánova věž svých barev na skalnatém vršku, u paty hlava legendárního krále Gerióna přirozené barvy se zlatou korunou, krvavými ústy a hrdlem, vše provázeno volným lemem z mušlí svých barev. Dole modré vlny. Zelený lem štítu se 14 stříbrnými hvězdami, hvězda ve středu hlavy má potažený dolní paprsek. Klenot – uzavřená královská koruna. Autorizováno dekretem z 10. srpna 1963. O textu dekretu se zmiňuje též elektronická konference Flags of the world (FOTW).
Jde o pozměněný městský znak (v něm chybí moře a na skalnatém vrchu je lebka a zkřížené hnáty) z roku 1521. Není zřejmé, zda byl zelený lem vypuštěn svévolně nebo zda byl dekret pozměněn, znaku s lemem se však příliš neužívá (viz vyobrazení znaku na této stránce). Používá se znak s modrým polem, který se od městského liší především tím, že znak města má na místě hlavy Geryonovy (Gerión) lebku a zkřížené hnáty.
Provincie dle FOTW nemá vlajku, zde zobrazená patří městu.
Ani město ani provincie na svých oficiálních stránkách neužívá znaku, jen z něj odvozeného loga.